# Cornelia Rickert
Cornelia Rickert (* 30. Juli 1954 in Kühlungsborn, heute Cornelia Engel) ist eine ehemalige deutsche Volleyballspielerin.
Cornelia Rickert war 95-fache DDR-Nationalspielerin. Sie nahm 1976 an den Olympischen Spielen in Montreal teil und belegte den sechsten Platz. Cornelia Rickert spielte für den SC Traktor Schwerin und wurde mehrfach DDR-Meister. Außerdem gewann sie 1975 den Europapokal der Pokalsieger und 1978 den Europapokal der Landesmeister.
Cornelia Rickerts Tochter Doreen Engel ist Volleyballspielerin in der deutschen Bundesliga.